# Corvus cornix

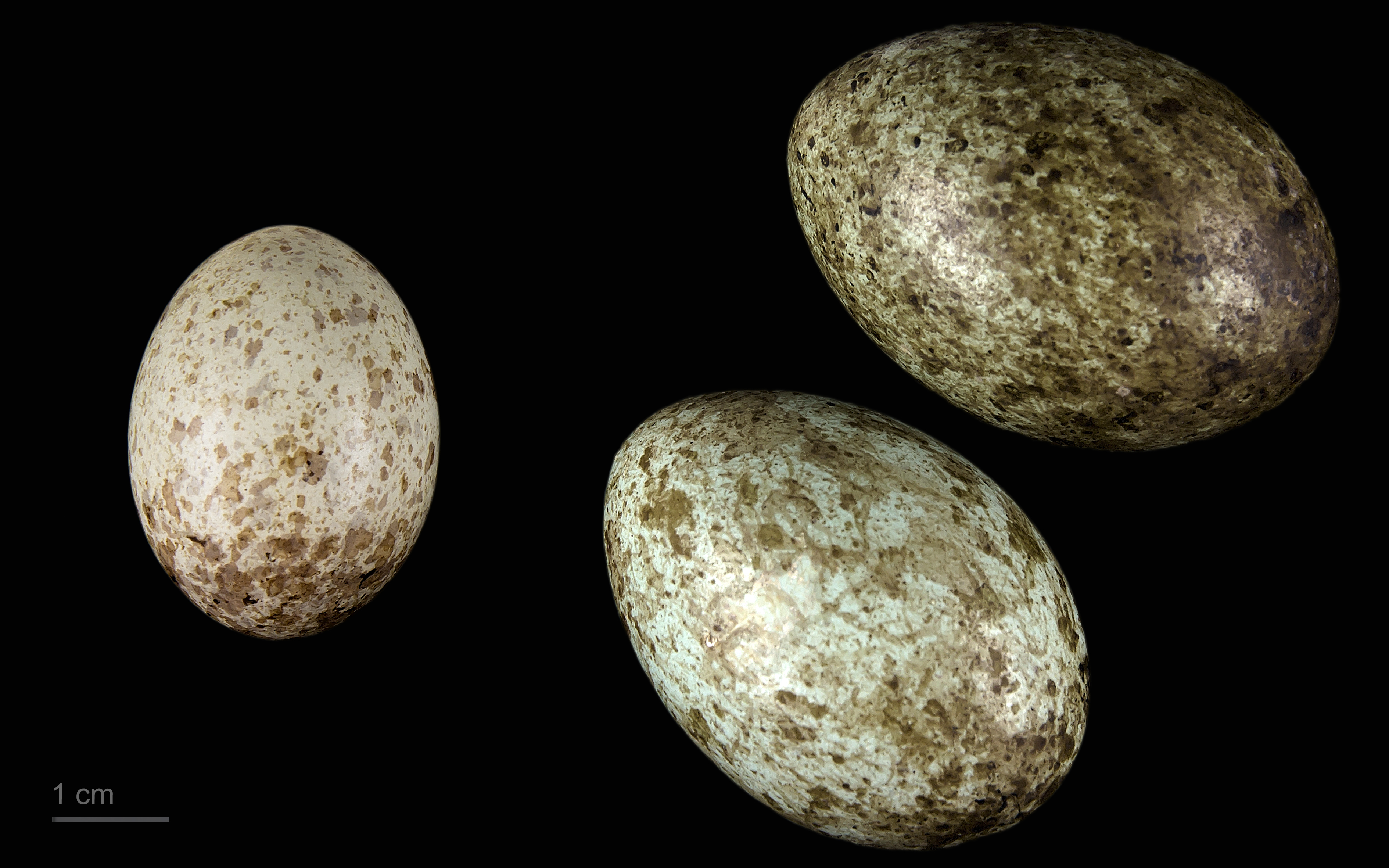
Clamator glandarius + Corvus cornix

Corvus cornix là một loài chim trong họ Corvidae.
Loài quạ này được tìm thấy trên khắp Bắc, Đông và Đông Nam Châu Âu, cũng như các khu vực Trung Đông, nó là một loài chim màu xám với đầu, cổ họng, cánh, đuôi và lông đùi, cũng như mỏ đen, mắt và chân màu đen. Giống như loài ăn xác chết khác, loài quạ này là một loài ăn cơ hội và loài ăn tạp.